# National Basketball Association 1974-1975
La stagione della National Basketball Association 1974-1975 fu la 29ª edizione del campionato NBA. La stagione si concluse con la vittoria dei Golden State Warriors, che sconfissero i Washington Bullets per 4-0 nelle finali NBA.

## Squadre partecipanti
I New Orleans Jazz diventano la 18ª squadra NBA.
- Atlanta Hawks
- Boston Celtics
- Buffalo Braves
- Chicago Bulls
- Cleveland Cavaliers
- Detroit Pistons
- G.S. Warriors
- Houston Rockets
- K.C. Kings

- L.A. Lakers
- Milwaukee Bucks
- Utah Jazz
- N.Y. Knicks
- Phoenix Suns
- Philadelphia 76ers
- Portland T. Blazers
- Seattle S.Sonics
- Washington Bullets

## Classifica finale

### Eastern Conference
| Squadra            | V  | P  | %    | GB |
| ------------------ | -- | -- | ---- | -- |
| Boston Celtics     | 60 | 22 | 73,2 | -  |
| Buffalo Braves     | 49 | 33 | 59,8 | 11 |
| New York Knicks    | 40 | 42 | 48,8 | 20 |
| Philadelphia 76ers | 34 | 48 | 41,5 | 26 |

| Squadra             | V  | P  | %    | GB |
| ------------------- | -- | -- | ---- | -- |
| Washington Bullets  | 60 | 22 | 73,2 | -  |
| Houston Rockets     | 41 | 41 | 50,0 | 19 |
| Cleveland Cavaliers | 40 | 42 | 48,8 | 20 |
| Atlanta Hawks       | 31 | 51 | 37,8 | 29 |
| New Orleans Jazz    | 23 | 59 | 28,0 | 37 |

### Western Conference
| Squadra                 | V  | P  | %    | GB |
| ----------------------- | -- | -- | ---- | -- |
| Chicago Bulls           | 47 | 35 | 57,3 | -  |
| Kansas City-Omaha Kings | 44 | 38 | 53,7 | 3  |
| Detroit Pistons         | 40 | 42 | 48,8 | 7  |
| Milwaukee Bucks         | 38 | 44 | 46,3 | 9  |

| Squadra                 | V  | P  | %    | GB |
| ----------------------- | -- | -- | ---- | -- |
| Golden State Warriors C | 48 | 34 | 58,5 | -  |
| Seattle SuperSonics     | 43 | 39 | 52,4 | 5  |
| Portland Trail Blazers  | 38 | 44 | 46,3 | 10 |
| Phoenix Suns            | 32 | 50 | 39,0 | 16 |
| Los Angeles Lakers      | 30 | 52 | 36,6 | 18 |

## Vincitore
| Campione NBA 1974-1975            |
| --------------------------------- |
| Golden State Warriors (3º titolo) |

## Statistiche
| Categoria             | Giocatore           | Squadra               | Stat |
| --------------------- | ------------------- | --------------------- | ---- |
| Punti per gara        | Bob McAdoo          | Buffalo Braves        | 34,5 |
| Rimbalzi per gara     | Wes Unseld          | Washington Bullets    | 14,8 |
| Assist per gara       | Kevin Porter        | Washington Bullets    | 8,0  |
| Palle rubate per gara | Rick Barry          | Golden State Warriors | 2,9  |
| Stoppate per gara     | Kareem Abdul-Jabbar | Milwaukee Bucks       | 3,3  |
| FG%                   | Don Nelson          | Boston Celtics        | 53,9 |
| FT%                   | Rick Barry          | Golden State Warriors | 90,4 |

## Premi NBA
- NBA Most Valuable Player Award: Bob McAdoo, Buffalo Braves
- NBA Rookie of the Year Award: Jamaal Wilkes, Golden State Warriors
- NBA Coach of the Year Award: Phil Johnson, Kansas City-Omaha Kings
- NBA Executive of the Year Award: Dick Vertlieb, Golden State Warriors
- All-NBA First Team:
  - Rick Barry, Golden State Warriors
  - Elvin Hayes, Washington Bullets
  - Bob McAdoo, Buffalo Braves
  - Nate Archibald, Kansas City-Omaha Kings
  - Walt Frazier, New York Knicks
- All-NBA Second Team:
  - John Havlicek, Boston Celtics
  - Spencer Haywood, Seattle SuperSonics
  - Dave Cowens, Boston Celtics
  - Phil Chenier, Washington Bullets
  - Jo Jo White, Boston Celtics
- All-Defensive First Team:
  - John Havlicek, Boston Celtics
  - Paul Silas, Boston Celtics
  - Kareem Abdul-Jabbar, Milwaukee Bucks
  - Jerry Sloan, Chicago Bulls
  - Walt Frazier, New York Knicks
- All-Defensive Second Team:
  - Elvin Hayes, Washington Bullets
  - Bob Love, Chicago Bulls
  - Dave Cowens, Boston Celtics
  - Norm Van Lier, Chicago Bulls
  - Don Chaney, Boston Celtics
- All-Rookie Team:
  - Scott Wedman, Kansas City-Omaha Kings
  - Tommy Burleson, Seattle SuperSonics
  - Jamaal Wilkes, Golden State Warriors
  - Brian Winters, Los Angeles Lakers
  - John Drew, Atlanta Hawks